# Elizabeth Swann

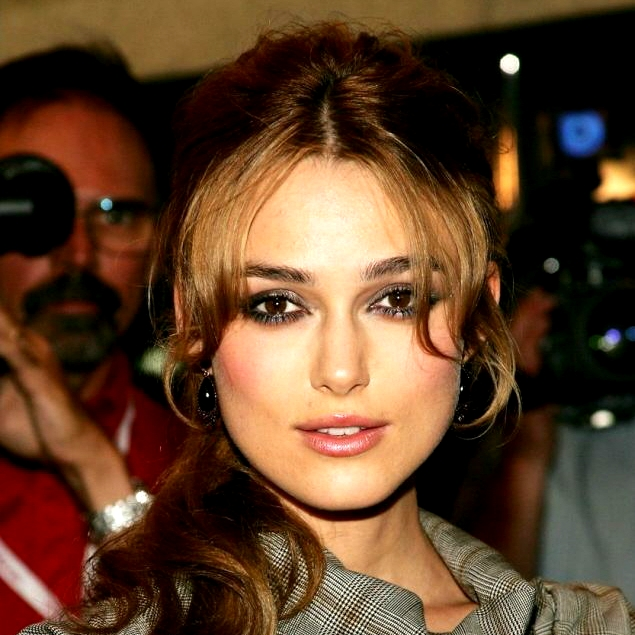
Keira Knightley, odtwórczyni roli Elizabeth Swann-Turner

Elizabeth Turner (z domu Swann) – fikcyjna postać pojawiająca się w filmach Disneya z serii Piraci z Karaibów – Klątwa Czarnej Perły (2003), Skrzynia Umarlaka (2006), Na krańcu świata (2007) i Zemsta Salazara (2017). Żona Willa Turnera – ślubu udzielił im na pokładzie Czarnej Perły, w trzeciej odsłonie filmu, w trakcie finałowej bitwy kapitan Hector Barbossa. W tej części zostaje wybrana Królową Piratów.
Elizabeth jest córką gubernatora Port Royal, Weatherby'ego Swanna. Wraz z ojcem przypłynęła na Karaiby 8 lat przed wydarzeniami przedstawionymi w pierwszej części filmu. Postać Elizabeth Swann jest grana przez Keirę Knightley, w początkowych scenach pierwszej części trylogii pojawia się także jako dziecko (w pewnego rodzaju retrospekcji), grane przez Lucindę Dryzek. Knightley opisała swą postać jako „nowoczesną dziewczynę uwięzioną w XVIII wieku”.

## Geneza postaci
Twórcy postaci Elizabeth wzorowali się prawdopodobnie na Elaine Marley z serii Monkey Island. Inni mówią, że więcej wspólnego ma z księżniczką Leią z Gwiezdnych wojen.

## Umiejętności
Elizabeth uczyła się szermierki od swojego narzeczonego, Willa Turnera, w czasie pomiędzy wydarzeniami opisanymi w pierwszej i w drugiej części filmu. W Skrzyni Umarlaka zobaczyć możemy wiele ujęć ukazujących Elizabeth walczącą przy użyciu dwóch kordów. Panna Swann okazuje się także dobrym strategiem – wyraz temu daje zwłaszcza w scenach z Hektorem Barbossą.

## Inne miejsca pojawiania się postaci
Elizabeth Swann pojawia się także w grze Kingdom Hearts II, z głosem Elizy Scheider (Keira Knightley nie mogła zająć się podkładaniem głosu, ponieważ brała udział w zdjęciach do Skrzyni umarlaka). Schneider udziela też głosu Elizabeth Swann w grze Pirates of the Caribbean: The Legend of Jack Sparrow.